# ジクストゥス・バッハマン
ジクストゥス・バッハマン（Sixtus Bachmannまたはジクスト Sixt 1754年7月18日 - 1825年10月18日）は、ドイツのオルガニスト、作曲家、司祭。

## 生涯

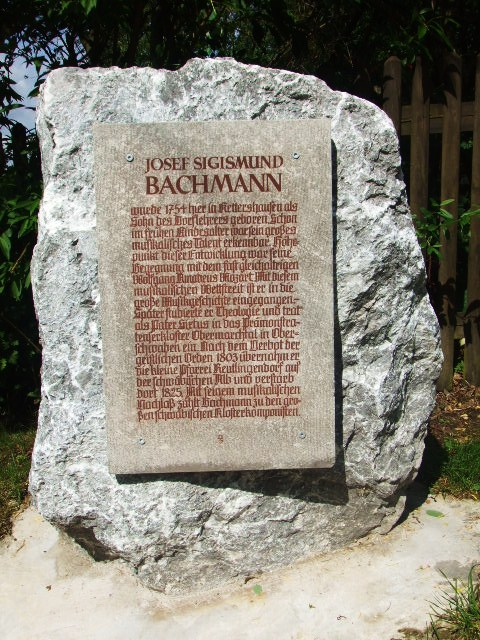
ケッタースハンゼンにあるバッハマンの記念碑

バッハマンはヨーゼフ・ジークムント・オイゲン（Josef Sigmund Eugene）としてケッタースハウゼンに生まれた。音楽教育は父のフランツ・アントン・バッハマン（Franz Anton-）から受けた。彼はその後さらに母方の祖父でビベルバッハ（Biberbach）教区教会の合唱指揮者、オルガニストであったF.J.シュメーガー（Schmöger）の下で、修業を積んだと思われる。彼はエルヒンゲン寺院で学んだ後、1766年からはフルテンバッハ寺院のベネディクト会の修道院で研鑽を積んだ。同年、ビベルバッハにおける12歳の優れたピアノとオルガンの奏者であったバッハマンは、2歳年下のモーツァルトとオルガン勝負を行った。結果は両者が共に高く称賛されるものだったと記録されている。
1771年、バッハマンはプレモントレ修道会のマルフタール寺院へと入った。1773年には正式な宗教家となり、宗教名であるジクストゥスを授かった。1778年には司祭に任ぜられる。音楽面では、彼は引き続き独学での修練を続けていた。修道院において、バッハマンは合唱指揮者並びに音楽と神学の講師を務めた。マルフタール寺院はかつてイスフリート・カイザーが活躍するなど、華やかな音楽文化を有していた。バッハマンはゲオルク・ヨーゼフ・フォーグラーの音楽理論書を研究した。彼は1800年には神学の教授職に就任している。彼は1803年にマルフタール寺院から近隣のロイトリンゲンドルフの司祭となった。彼はこの時期に詩人のゼバスティアン・ザイラー（1714年−1777年）の遺作を持ち出している。バッハマンは生涯を通じて精力的に作曲を行った。

## 主要作品
- 荘厳ミサ曲 ハ長調
- 『Sonata per il fortepiano, ô cembalo』 ニ短調 （電子版楽譜）
- 『Dix Fugues célèbres pour l’orgue ou le clavecin』
- 『Doppelchörige Festmesse』 「Denkmäler der Musik in Baden-Württemberg」第5巻
- 『Klavier- und Vokalmusik von Sixtus Bachmann』
- クラヴィーアまたはオルガンのための5つのソナタ
- ピアノフォルテのためのソナタ ト短調 （電子版楽譜）